# Glacies
Glacies là một chi bướm đêm thuộc họ Geometridae.

## Các loài
- Glacies alpinata (Scopoli, 1763)
- Glacies alticolaria (Mann, 1853)
- Glacies baldensis (Wolfsberger, 1966)
- Glacies bentelii (Rätzer, 1890)
- Glacies burmanni (Tarmann, 1984)
- Glacies canaliculata (Hochenwarth, 1785)
- Glacies coracina (Esper, 1805)
- Glacies noricana (Wagner, 1898)
- Glacies perlinii (Turati, 1915)
- Glacies spitzi (Rebel, 1906)
- Glacies wehrlii (Vorbrodt, 1918)